# Глумче
Глу̀мче е село в Югоизточна България, община Карнобат, област Бургас.

## География
Село Глумче се намира на около 43 km северозападно от центъра на областния град Бургас, около 7 km север-североизточно от общинския център град Карнобат и около 19 km западно от град Айтос. Разположено е в североизточната част на Карнобатската котловина. Надморската височина в центъра на селото е около 175 m и не се променя значително в границите му.
Общински път води от Глумче на юг към връзка с първокласния републикански път I-6, минаващ през Карнобат и Айтос, а на север – към село Зимен.
Южно край село Глумче минава железопътната линия Пловдив – Бургас, на която има железопътна спирка „Глумче“.
Землището на село Глумче граничи със землищата на: село Зимен на север; село Кликач на североизток и изток; село Соколово на югоизток; град Карнобат на юг; село Сигмен на запад.
Населението на село Глумче, наброявало 315 души при преброяването към 1934 г. и 377 към 1946 г., намалява до 135 към 1992 г. и 84 (по текущата демографска статистика за населението) към 2021 г.
При преброяването на населението към 1 февруари 2011 г., от обща численост 94 лица, за 69 лица е посочена принадлежност към „българска“ етническа група, за 24 – към ромска и за едно – „не отговорили“.

## История
След Руско-турската война 1877 – 1878 г., по Берлинския договор 1878 г. селото остава в Източна Румелия; присъединено е към България след Съединението през 1885 г.
През 1934 г. селото с дотогавашно име Àхмачево е преименувано на Глумче.
Създаденото през 1929 г. читалище „Изгрев“ е действащо към 2022 г.

## Личности
- Георги Вълков Георгиев (Равнинов) (1930 – 1990) – писател